# Мения
Мения (на латински: Menia, † сл. 510) е лангобардка и чрез женитба кралица на тюрингите. Тя е втората съпруга на тюрингския крал Бизин († ок. 507). Те имат децата:
- Херминафрид († 534), крал на тюрингите
- Бадерих († 529), крал на тюрингите
- Бертахар († 525), крал на тюрингите
- Радегунда, омъжва се за лангобардския крал Вахо (510 – 540).

След смъртта на нейния съпруг Бизин тя отива с дъщеря си Радегунда в Лангобардското кралство на Вахо на среден Дунав и около 510 г. се омъжва втори път за лангобард с неизвестно име от род Гаузи (Гауз). От този брак тя има син:
- Аудоин († ок. 560), от ок. 546 г. крал на панонското Лангобардско кралство на Долен Дунав. Той е баща на Албоин.